# ارنکس
ارنکس (به فرانسوی: Ornex) یک کمون در فرانسه است که در Canton of Ferney-Voltaire واقع شده‌است.

## خصوصیات
ارنکس ۵٫۶۴ کیلومترمربع مساحت و ۳٬۱۶۳ نفر جمعیت دارد.